# Cortinarius mucosus
Cortinarius mucosus (Bull.) Cooke, Fl. Crypt. Flandres 1: 191 (1867).

## Descrizione della specie
Cappello
4–12 cm di diametro, emisferico, poi convesso e infine piano,
cuticolacolor ocra, viscosa, brillante,
margineinvoluto, ornato con residui di cortina, spesso striato.
Lamelle
Adnate, intercalate da lamellule, biancastre, poi color ocra-cannello per il deposito delle spore.
 Gambo 
6-12 x 1–2 cm, cilindrico o fusiforme, bianco, con residui della cortina che si macchiano di marrone chiaro per il deposito delle spore.
 Carne 
Biancastra, con tonalità color bronzo sotto la cuticola del cappello.
- Odore: impercettibile.
- Sapore: dolciastro.

Microscopia
Spore12-18 x 6,5-8 µm, ocra in massa, ellissoidali o amigdaliformi, lisce.
Basiditetrasporici.

## Habitat
Fruttifica gregario in boschi di conifere, soprattutto pini, su terreni acidi e sciolti, in tarda estate-autunno.

## Commestibilità
La commestibilità di questo fungo non è certa, considerato che molte specie di Cortinarius contengono tossine, se ne sconsiglia il consumo.

## Etimologia
- Genere: dal latino cortinarius = attinente alle cortine, per i caratteristici residui del velo parziale.
- Specie: dal latino mucosus = vischioso.

## Sinonimi e binomi obsoleti
- Agaricus collinitus ß mucosus (Bull.) Fr., Systema mycologicum (Lundae) 1: 248 (1821)
- Agaricus mucosus Bull., Herbier de la France: tab. 549 (1792)
- Cortinarius collinitus var. mucosus (Bull.) Fr., Epicrisis Systematis Mycologici (Upsaliae): 274 (1838)

## Nomi comuni
- (ES)  Cortinario viscoso
- (FI)  Nummilimaseitikki
- (CS)  Pavuèinec slizký
- (DE)  Heiden Schleimfuß
- (EN)  Orange Webcap
- (SL)  Sluzava koprenka
- (PL)  Zasłonak kleisty

## Specie simili
Si può confondere con altri cortinari del sottogenere Myxacium come ad esempio:
- Cortinarius trivialis, non commestibile, con tonalità violette sulle lamelle, e caratteristici anelli concentrici mucillaginosi molto evidenti sul gambo
- Cortinarius collinitus, molto simile a tal punto che qualche autore lo ritiene una varietà del C. mucosus o viceversa.